# Stanisław Hałas (duchowny)
Stanisław Hałas (ur. 1950) – polski duchowny katolicki, sercanin, teolog, profesor nauk teologicznych, nauczyciel akademicki Wydziału Teologicznego Uniwersytetu Papieskiego Jana Pawła II.

## Życiorys
W 1975 ukończył studia teologiczne w Wyższym Seminarium Misyjnym Księży Sercanów w Stadnikach i otrzymał święcenia kapłańskie. Doktorat obronił w 1989, a habilitację w 2000. W 2013 uzyskał tytuł naukowy profesora nauk teologicznych.
Specjalizuje się w biblistyce. W latach 2005–2009 był prodziekanem Wydziału Teologicznego Papieskiej Akademii Teologicznej w Krakowie. Od 2012 pełni funkcję dyrektora Instytutu Nauk Biblijnych Uniwersytetu Papieskiego Jana Pawła II w Krakowie.

## Ważniejsze publikacje
- Zmartwychwstanie Chrystusa w życiu chrześcijanina: refleksja biblijna nad pierwszym listem św. Piotra (1992)
- Pustynia miejscem próby i spotkania z Bogiem: wybrane zagadnienia biblijnej teologii pustyni (1999)
- Bóg miłosierny i łaskawy: Pismo święte o miłosierdziu (2003)
- Od manny do Eucharystii: Pismo Święte o Eucharystii (2005)
- Biblijne słownictwo miłości i miłosierdzia na zderzeniu kultur: określenia hebrajskie i ich greckie odpowiedniki (2011)